# Сальз-Лекат
Лагуна Сальз-Лекат (фр. Étang de Salses-Leucate, кат. Estany de Leucata-Salses) — солонувата лагуна (лиман), розташована у французьких департаментах Східні Піренеї та Од. Знаходиться на рівні Середземного моря (підйом 0 м), площа поверхні становить 54 км².

## Іхтіофауна
Для лагуни вказується 12 видів риб, серед яких Anguilla anguilla, Atherina boyeri, Atherina hepsetus, Callionymus pusillus, Dicentrarchus labrax, Liza aurata, Pomatoschistus microps, Pomatoschistus minutus, Scophthalmus rhombus, Sparus aurata, Syngnathus abaster, Syngnathus typhle. Основне промислове значення має вугор європейський, A. anguilla.